# 扎巴拉 (巴拉尼夫卡區)
50°26′27″N 27°17′49″E / 50.44083°N 27.29694°E
扎巴拉（烏克蘭語：Забара），是烏克蘭北部的村莊，隸屬日托米爾州的茲維亞赫爾區。該村面積6.32平方公里，海拔高度227米，2001年人口173，人口密度每平方公里27.37人。